# Frank Grevil
Frank Søholm Grevil (* 16. November 1960) ist ein ehemaliger Major des Forsvarets Efterretningstjeneste (FE, Auslands-Nachrichtendienst Dänemarks), der 2004 zum Whistleblower wurde, als er geheime Dokumente über die Wahrscheinlichkeit vom Vorhandensein von Massenvernichtungswaffen im Irak seiner Behörde ohne deren Genehmigung an die Öffentlichkeit gab. 2008 wurde er dafür zu vier Monaten Freiheitsentzug verurteilt, nach drei Monaten Haft wurde er am 10. September aus dem Vollzug entlassen. 
Seither leidet Grevil an den Folgen seiner Aktion und versuchte einen Neuanfang in Deutschland. In Flensburg lebte er viele Jahre unauffällig als selbständiger Übersetzer. Zuletzt erhielt er aufgrund seiner zunehmend angeschlagenen Gesundheit einen Betreuer Arnim Wolff, der im April 2025 die Tageszeitung Flensburger Tageblatt und andere Medien informierte, dass Grevil in Flensburg von Obdachlosigkeit bedroht sei.

## Auszeichnungen
Am 26. Januar 2009 wurde Grevil der Sam Adams Award für „besondere Integrität im Nachrichtendienst“ verliehen, da er mit seinem Handeln „seine Karriere und seine eigene Freiheit für die Demokratie riskierte.“

„Iraq has weapons of mass destruction. This is not something we just believe. We know.“

„Der Irak hat Massenvernichtungswaffen. Das ist nicht etwas, das wir lediglich glauben. Wir wissen es.“

Nachdem einzelne Vertreter dänischer Nachrichtendienste die Regierung gewarnt hatten, dass es wenig oder keine Beweise für diese Behauptung gebe, diese aber kein Interesse an Fakten zeigte und 2003 in Koalition mit den Streitkräften der Vereinigten Staaten und des Vereinigten Königreichs den Irakkrieg begann, reichte Grevil die entsprechenden Unterlagen an die Presse.

## Film
„Being Frank“
Being Frank ist eine dänischsprachige Dokumentation, die in 30 Minuten Spielzeit die Geschehnisse um Frank Grevil und seine Familie zeigt, nachdem er zum Whistleblower wurde. Der Film wurde mit englischen Untertiteln auf mehreren Filmfestivals gezeigt und vom Skena Up der albanischen Universität Pristina 2008 als „Bester Dokumentarfilm über Menschenrechte“ ausgezeichnet. Das Victoria Film Festival, Victoria (British Columbia) verlieh 2010 den Titel „Bester Dokumentarfilm“.